# سليمانو تيتيه
سليمانو تيتيه (بالإنجليزية: Sulemanu Tetteh) (مواليد 18 أغسطس 1992) هو ملاكم غاني، مثّل بلاده في الألعاب الأولمبية الصيفية 2012.

## روابط خارجية
سليمانو تيتيه على موقع بوكس ريك (الإنجليزية) (registration required)
- سليمانو تيتيه على موقع اللجنة الأولمبية الدولية (الإنجليزية)
- سليمانو تيتيه على موقع أوليمبيديا (الإنجليزية)
- سليمانو تيتيه على موقع اتحاد ألعاب الكومنولث (مؤرشف) (الإنجليزية)
- سليمانو تيتيه على موقع دورة ألعاب الكومنولث 2014 (مؤرشف) (الإنجليزية)